# Olexandra Jomenets
Olexandra Ihorivna Jomenets (en ucraniano: Олександра Ігорівна Хоменець; 25 de mayo de 2003) es una deportista ucraniana que compite en lucha libre.
Ganó dos medallas en el Campeonato Mundial de Lucha, en los años 2021 y 2022, y dos medallas en el Campeonato Europeo de Lucha, en los años 2022 y 2025.

## Palmarés internacional
| Campeonato Mundial | Campeonato Mundial      | Campeonato Mundial | Campeonato Mundial |
| Año                | Lugar                   | Medalla            | Categoría          |
| ------------------ | ----------------------- | ------------------ | ------------------ |
| 2021               | Oslo (Noruega)          | Medalla de bronce  | 55 kg              |
| 2022               | Belgrado (Serbia)       | Medalla de plata   | 55 kg              |
| Campeonato Europeo |                         |                    |                    |
| Año                | Lugar                   | Medalla            | Categoría          |
| 2022               | Budapest (Hungría)      | Medalla de plata   | 55 kg              |
| 2025               | Bratislava (Eslovaquia) | Medalla de bronce  | 55 kg              |